# Paropioxys versicolor
Paropioxys versicolor är en insektsart som beskrevs av Victor Lallemand 1928. Paropioxys versicolor ingår i släktet Paropioxys och familjen Eurybrachidae. Inga underarter finns listade i Catalogue of Life.